# Zayante (Kalifornija)
Zayante je naseljeno područje za statističke svrhe u američkoj saveznoj državi Kalifornija. Prema popisu stanovništva iz 2010. u njemu je živjelo 705 stanovnika.